# Дзыбов, Магамет Асланович
Магамет Асланович Дзыбов (12 ноября 1981, Хадажукай, Адыгейская АО, РСФСР, СССР), наиболее известный под своим же именем Магамет Дзыбов — российский певец, автор-исполнитель и музыкант, исполняющий песен в жанрах поп-музыка и шансон, представитель кавказской эстрады. Заслуженный артист Республики Адыгея, заслуженный артист Республики Кабардино-Балкарии.
Наиболее известен по таким песнях, как «Пиковая дама», «Негодяй», «За тебя» и других.

## Биография
Родился 12 ноября 1981 года в ауле Хадажукай Республики Адыгея.
В детстве унаследовал от отца, который являлся виртуозным гармонистом, творческие способности. Посещал музыкальную школу, окончил Адыгейский республиканский колледж искусств имени У. Тхабисимова. Изначально выступал в качестве гармониста, пел популярные песни исполнителей, позже стал выпускать собственные песни, а затем альбомы. Начал свою музыкальную карьеру с 2010 года.

## Дискография
- 2013 — «Черкес»[15]
- 2016 — «Пиковая дама»[16]
- 2018 — «Поезда»[17]
- 2018 — «Долалай»[18]